# Toroweap Fault
Die Toroweap Fault ist eine bedeutende aktive Verwerfung im Südwesten der Vereinigten Staaten.

## Etymologie
Die Toroweap Fault ist nach dem Toroweap Valley und dem Toroweap Overlook, einem Aussichtspunkt am Colorado River, benannt. Das Wort Toroweap stammt aus der Sprache der Südlichen Paiute und hat die Bedeutung trockenes, abweisendes Tal – wobei uipi für Tal steht.

## Geographie

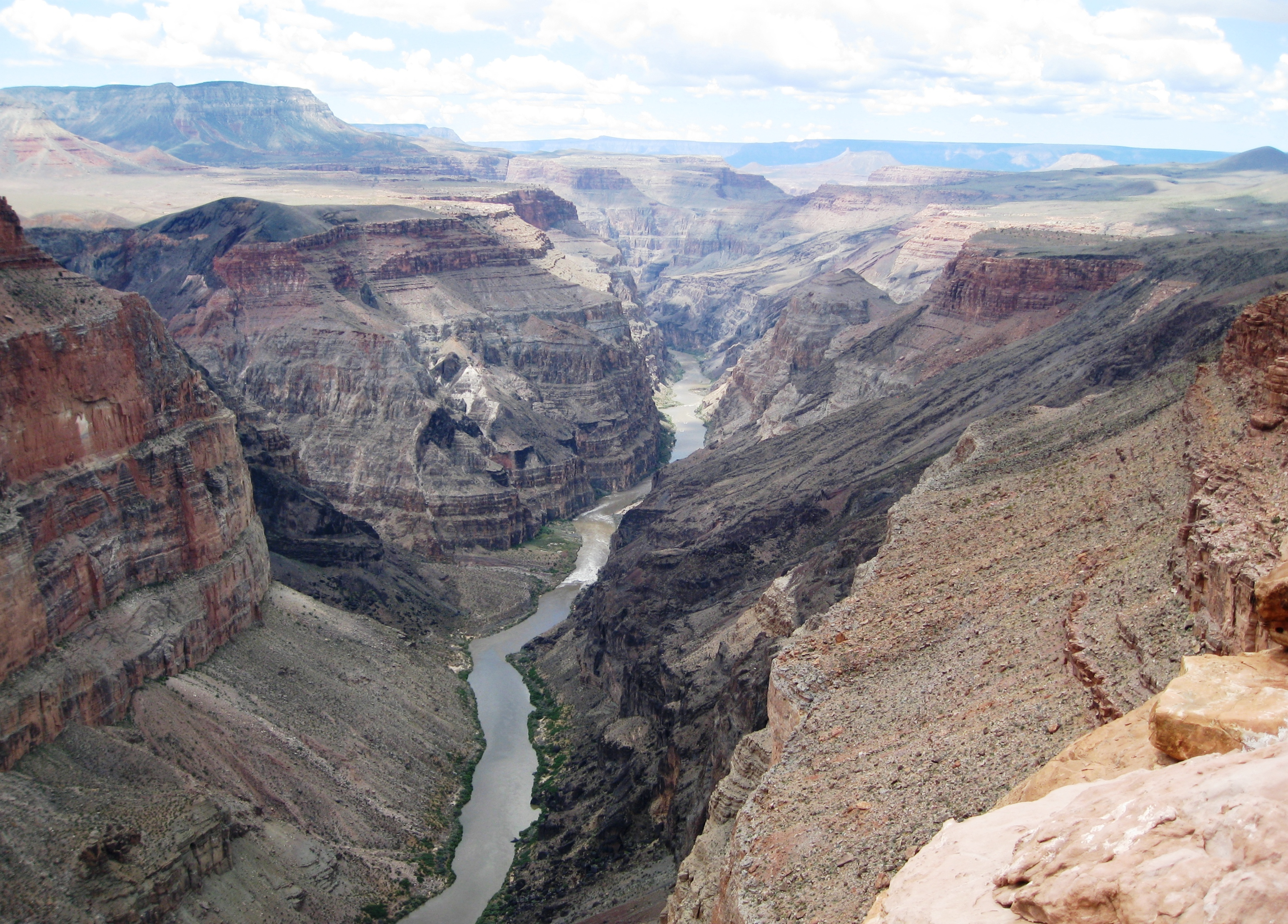
Blick vom Toroweap Overlook nach Südwesten. Die Toroweap Fault quert den Colorado River von links aus dem Prospect Canyon kommend und zieht dann am Rand der schwarzen Lava Falls den rechten Berghang empor.

Die Toroweap Fault beginnt südlich des Grand Canyons im Nordwesten Arizonas (etwa 25 Kilometer nordöstlich von Peach Springs), quert den Colorado River am Prospect Canyon und den Lava Falls, begrenzt das Uinkaret volcanic field auf seiner Ostseite im Toroweap Valley und zieht dann weiter am Pipe Spring National Monument vorbei in den Südwesten Utahs. Ab der Grenze Utahs ändert die Verwerfung ihren Namen und wird jetzt als Sevier Fault bezeichnet. Jedoch bilden beide Verwerfungen zusammen genommen ein einziges System, das eine Gesamtlänge von 270 Kilometer erreicht. Der Sevier-Abschnitt zieht dann weiter durch Orderville und östlich von Panguitch vorbei nach Nordnordosten ins Marysvale volcanic field, wo er bei Richfield endet – ohne die Wasatch Fault zu erreichen. Gelegentlich wird auch noch die sehr gekrümmt bis kurz vor Seligman verlaufende Aubrey Fault am Südende hinzugerechnet – was die Gesamtlänge um gut 50 Kilometer verlängert.
Die Toroweap Fault trennt somit im Bereich des Colorado Rivers den Krustenblock des Östlichen Grand Canyons vom westlich gelegenen Uinkaret-Block, der seinerseits dann an der Hurricane Fault vom Westlichen Grand Canyon geschieden wird. Die Einzelblöcke sind hierbei treppenartig gegeneinander abgesenkt.

### Gliederung
Das Verwerfungssystem wurde bisher in vier Abschnitte unterteilt:
- Sevier-Abschnitt
- Nördlicher Toroweap-Abschnitt
- Zentraler Toroweap-Abschnitt
- Südlicher Toroweap-Abschnitt.

Der 92 Kilometer lange Sevier-Abschnitt befindet sich vollständig in Utah und beginnt etwas südlich von Orderville. Der 93 Kilometer lange Nördliche Toroweap-Abschnitt befindet sich beiderseits der Grenze von Utah zu Arizona und reicht bis etwa 36,5° Nord. Der 53 Kilometer lange Zentrale Toroweap-Abschnitt hat als Zentrum den Colorado River und reicht bis 36° Nord. Der Südliche Toroweap-Abschnitt ist nur 32 Kilometer lang und endet vor Peach Springs. Ihm wird aber noch oft die Aubrey Fault angeschlossen.
Terrance Delisser (2021) hat das Verwerfungssystem mittlerweile auf nur noch drei Abschnitte reduziert: ein Nordsegment in Utah, ein Zentralsegment und ein Südsegment bis 36,7° Nord. Diese Einteilung basiert auf den deutlichen Reduzierungen der Versetzungsbeträge sowohl an der Süd- als auch an der Nordgrenze des Zentralsegments.

## Geologie
Die generell in Nord- bis Nordnordostrichtung (N 030) streichende Toroweap Fault ist eine Abschiebung, deren Westflügel abgesunken ist. Ihre Sprunghöhe ist starken Schwankungen ausgesetzt und ist in Utah im Norden wesentlich höher als im Süden. Sie beträgt südlich des Colorado Rivers rund 250 bis maximal 268 Meter. Nördlich des Flusses reduziert sie sich im Norden des Toroweap Valleys von 198 Meter auf 159 Meter an den Lava Cliffs, auf 67 Meter und sodann recht stetig auf nur noch wenige Zehnermeter. Nach diesem Minimum nehmen die Sprunghöhen wieder zu und erreichen an der Grenze zu Utah bereits 475 Meter im Coral Pink Sand Dunes State Park. Entlang der Sevier Fault erhöhen sich die Versätze sodann auf 900 Meter im Red Canyon östlich von Panguitch und schließlich sogar bis auf 1500 bzw. 2000 Meter.
Harnische belegen vornehmlich eine direkte Abschiebungsbewegung entlang der Verwerfung, es sind aber auch leicht schräg erfolgende Versetzungen bekannt. Der Einfallswinkel der Toroweap Fault beträgt meist um die 65° bis 75° gen Westen, verflacht sich aber im tieferen Untergrund. Die Verwerfung zeigt somit eine listrische, schaufelartig gebogene Geometrie, die auf eine Rotationskomponente hinweist. Sie ist verantwortlich für die Entstehung einer nach Westen zeigenden Abbruchkante entlang der Ostseite des Prospect Valleys, des Toroweap Valleys und des Long Valleys in Utah. Diese Abbruchkante besteht beispielsweise im Prospect Valley und im Toroweap Valley aus dem Esplanade Sandstone, dem Hermit Shale und dem Kaibab Limestone. Ihr Verlauf ist im südlichen Toroweap Valley sinusförmig geschwungen. Als Ursache hierfür wird ein Abriegeln und Aufstauen des Tals durch basaltische, pleistozäne Lavaströme vermutet.
Das sukzessive Verflachen der Verwerfung bzw. ihr listrisches Abtauchen hat im Uinkaret-Block die Geometrie eines Halbgrabens induziert – mit kleineren antithetischen Verwerfungen und einer Halbantiklinale, einer antithetischen Flexur (engl. roll-over anticline). Dies erklärt auch die an diesen Lineamenten angereihten Eruptionszentren im Uinkaret volcanic field (leichtere Aufstiegsmöglichkeiten des Magmas).

### Verlauf
Die Verwerfung verläuft in der 100 Kilometer breiten Übergangszone – der so genannten Utah Transition Zone – zwischen dem Colorado-Plateau im Osten und dem Basin and Range im Westen. Die sehr starke Dehnungstektonik des Basin and Range hat bereits teilweise auf den Übergangsbereich eingewirkt. Die dadurch erzeugten Spannungen werden durch die Toroweap Fault und die sie weiter westwärts begleitende Hurricane Fault sowie die Paunsaugunt Fault im Nordosten abgebaut. Die beiden Bereiche unterscheiden sich bereits wesentlich in ihrer Krustendicke. Besitzt das Colorado-Plateau noch eine Krustendicke von 50 Kilometer, so kann die Übergangszone nur noch 30 bis 35 Kilometer aufweisen.
Die Toroweap Fault ist keine streng gerade Verwerfungslinie, sondern besitzt deutliche Richtungsänderungen nach Nordost und recht selten auch nach Nordwest bis Nordnordwest. Kleinere Verwerfungsäste treten ebenfalls auf, wie beispielsweise am Black Mountain südwestlich von Alton. An Segmentenden kann der Verwerfungsverlauf auch staffelartig seitlich versetzt sein – zu sehen am Clay Flat südlich von Mount Carmel Junction mit Linksversatz und sodann 20 Kilometer weiter nordnordöstlich mit Rechtsversatz. Durch die seitliche Verlagerung der Verwerfung in der Streichrichtung entstehen dazwischen Akkomodationszonen (gekennzeichnet durch Schichtverbiegung) unter Bildung von Relaisrampen (Englisch relay ramps). Sehr schöne Beispiele finden sich hierfür östlich von Orderville.
Die charakteristischen Änderungen der Streichrichtungen und ihre gestaffelten Verlagerungen geben Segmentierung und Wachstumsentwicklung der Verwerfung wider. 

### Entwicklungsgeschichte
Früheste Bewegungen an der Toroweap Fault gehen bis ins Präkambrium zurück. Während der Laramischen Gebirgsbildung wurde das präkambrische Grundgebirge unter Kompression reaktiviert und die aufliegenden, flach lagernden, paläozoischen Sedimente teilweise gefaltet. So verläuft beispielsweise im Prospect Canyon parallel zur Toroweap Fault nur 200 Meter weiter westlich die Toroweap Monocline, eine ostvergente Monoklinale.
Die Einengung endete im frühen Tertiär und machte im späten Tertiär krustaler Dehnung Platz. Laut Davis (1999) entstand die Toroweap Fault vor 15 bis 12 Millionen Jahren im Mittleren Miozän. Ihre Entwicklung ging von kleineren Einzelsegmenten aus, welche sich allmählich zu größeren Komposita verknüpften.
Die Dehnung hält praktisch bis auf den heutigen Tag an. So ergaben detaillierte Untersuchungen, dass rund 50 Kilometer der Verwerfung, zentriert am Colorado River, bis ins Mittlere und Späte Holozän hinein wiederholt einrissen. Die deutliche, hohe Geländekante setzt sich noch 10 Kilometer weiter geradlinig ins Prospect Canyon fort und deutet somit auch auf Bewegungen während des Quartärs im südlichen Abschnitt. Weiter nördlich auf dem Kanab-Plateau waren die Bewegungen während des Quartärs von weit geringerem Ausmaß, zu erkennen an einem sehr geringen Reliefunterschied entlang der Verwerfung. Aber selbst hier dürften im späten Quartär Bewegungen stattgefunden haben.

### Junges Alluvium
Im Prospect Valley und im Toroweap Valley lassen sich im Alluvium (Qay) Bruchlinien unterhalb der Abbruchkanten erkennen. Im Prospect Valley bildeten sich die Bruchlinien in groben alluvialen Kiesablagerungen. Sie werden zwischen 2 und 4,5 Meter hoch und zeigen Böschungswinkel von 14 bis respektive 24°. Ihr Alter wird von Jackson (1990) auf 2.000 bis 5.000 Jahre eingeschätzt. Bruchnarben im Toroweap Valley verlaufen in feinkörnigem, alluvialem Holozän. Sie werden zwischen 1 und 3,5 Meter hoch und zeigen maximale Böschungswinkel von 7 bis respektive 16°. Für sie gibt Jackson ein Alter von 15.000 Jahren an, hält aber für sämtliche Bruchnarben auch ein mittelholozänes Alter durchaus für möglich.

## Verformungsraten

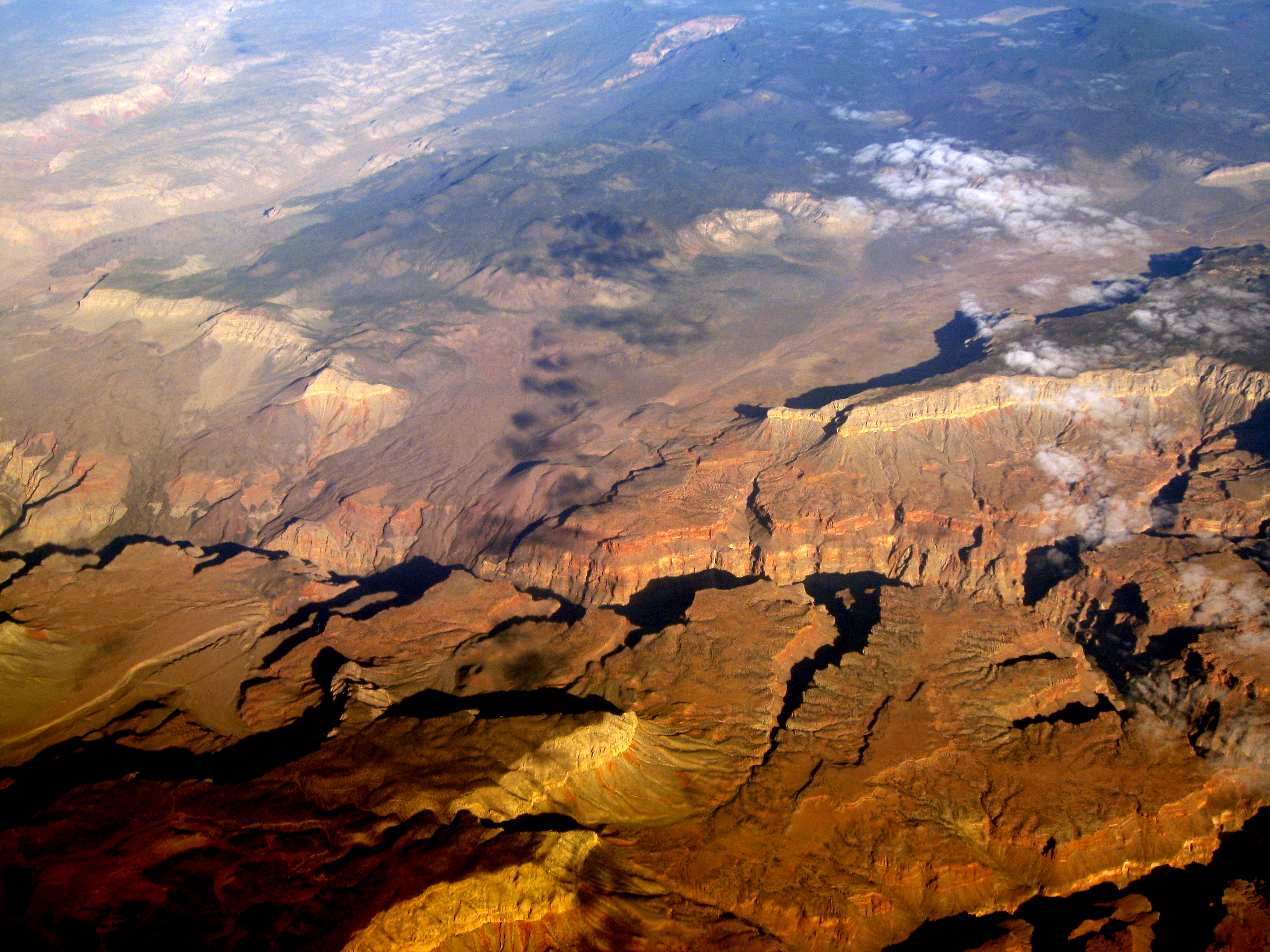
Blick aus dem Flugzeug auf das Uinkaret volcanic field. Die Toroweap Fault kreuzt von rechts oben nach links unten und folgt der Schattenlinie des Geländeabbruchs.

Anmerkung: Verformungsraten sind Geschwindigkeiten und werden in der Geologie meistens durch Millimeter pro Jahr (mm/a) ausgedrückt. Die höchsten bekannten geologischen Verformungsraten betragen 145 ± 4 mm/a und werden am Ostpazifischen Rücken erzielt. Dies sind jedoch horizontale Bewegungen, die bis zu einem Faktor 1000 schneller erfolgen als vertikale.
Langzeitliche vertikale Verformungsraten an der Toroweap Fault lassen sich aus folgenden Gegebenheiten rekonstruieren: so wurde beispielsweise spätpleistozänes Alluvium (geschätztes Alter 25.000 bis 100.000 Jahre) um 6,5 Meter versetzt. Dies entspricht einer Verformungsrate von 0,065 bis 0,26 mm/a. Ein 200.000 Jahre alter Basaltstrom wurde 15 Meter abgesenkt, die Verformungsrate beträgt in diesem Fall 0,075 mm/a. Ein anderer, mit 600.000 Jahren datierter Basaltstrom wurde mit einer Sprunghöhe von 36 Meter versetzt, entsprechend einer Verformungsrate von 0,06 mm/a. Generell variieren die langzeitlichen Verformungsraten jedoch um 0,1 mm/a (bzw. 100 m/ma), angegeben werden die Werte 0,111 ± 0,009 mm/a, 0,095 mm/a und 0,094 mm/a.
Jackson (1990) vertritt nun die Ansicht, dass die Verformungsraten nicht gleich geblieben sind, sondern sich im Laufe der Zeit erhöhten. So betrug die Verformungsrate an der Toroweap Fault zwischen 10 Millionen Jahren (Tortonium) und 600.000 Jahren (Mittleres Pleistozän) 0,02 mm/a, zwischen 600.000 Jahren und 40.000 Jahren (ausgehende Würm-Kaltzeit) 0,056 mm/a und zwischen 40.000 Jahren und 3.000 Jahren (Subboreal) 0,11 mm/a.

### Einfluss auf den Colorado River
Offensichtlich hat das Queren der Toroweap Fault das Erosionsverhalten des Colorado Rivers beeinträchtigt. So zeigt der 346.000 Jahre alte 177-Mile Flow kurz vor Passieren der Verwerfung eine Erosionsrate von 0,136 mm/a, jedoch wird weiter stromabwärts am 511.000 Jahre alten Black Ledge Flow nur noch 0,072 bis 0,092 mm/a ermittelt. Die Toroweap Fault hat mit ihrem Versatz somit das Einschneiden des Flusses unterhalb der Verwerfung abgeschwächt. Im östlichen Grand Canyon bei Flussmeile 56 herrscht eine Erosionsrate von 0,144 mm/a – was aber nur knapp oder etwas mehr als die Hälfte der insgesamt  eingeschnittenen 1800 Meter in den letzten 6 Millionen Jahren erklärt (Karlstrom und Kollegen (2007) geben hierfür eine etwas höhere Rate von 0,150 bis 0,175 mm/a für die letzten 500.000 Jahre an). Dies bedeutet entweder, dass die jetzige Erosionskraft des Colorado Rivers stark nachgelassen hat und/oder, dass die Anlage des Canyons bereits älter als die angenommenen 6 Millionen Jahre ist.

## Erdbeben
Die Erdbebenaufzeichnungen der Jahre 1970 bis 2021 lassen erkennen, dass die Toroweap Fault nach wie vor aktiv ist. Die Erschütterungen der Magnituden < 2 bis 4 + konzentrieren sich auf den Nördlichen Toroweap-Abschnitt und auf den Sevier-Abschnitt. Beide Abschnitte zeigen Bebencluster, die sich aber nicht direkt auf den Störungsverlauf konzentrieren, sondern 15 bis 25 Kilometer westlich vorgelagert sind. Diese räumlich und zeitlich variablen Cluster definieren zusammen mit der Hurricane Fault und der Paunsaugunt Fault den Intermountain Seismic Belt.